# Lexus

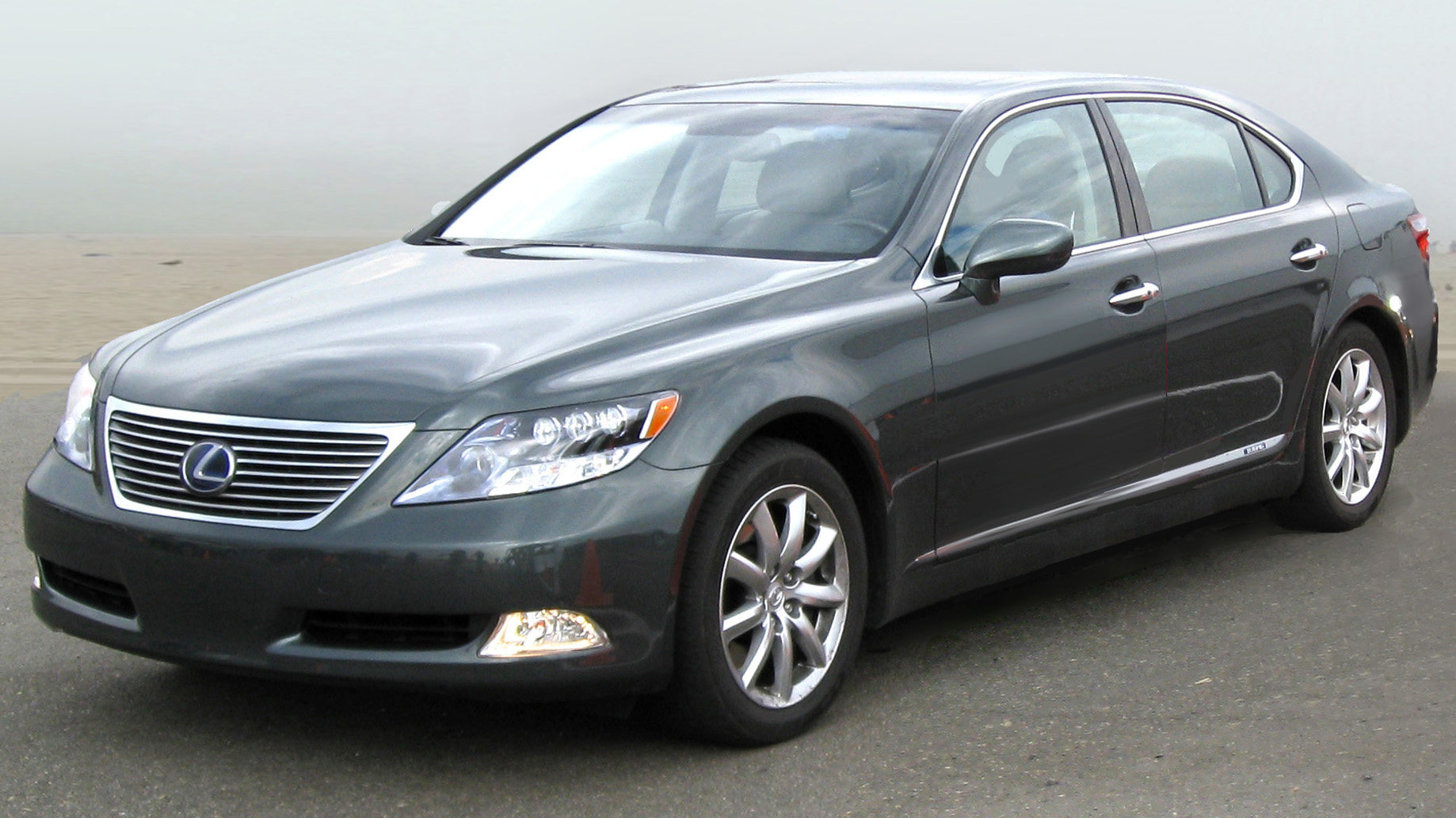
Lexus LS

Lexus este un constructor japonez de autoturisme de lux, aparținând concernului Toyota.
Lexus (レ ク サ ス Rekusasu) este divizia de autoturisme de lux a constructorului auto japonez Toyota. Marca Lexus este comercializată în peste 70 de țări și teritorii din întreaga lume și a devenit cea mai mare vânzare de automobile premium din Japonia. S-a clasat printre cele mai mari 10 branduri japoneze globale în valoare de piață. Lexus are sediul central în Nagoya, Japonia. Centrele operaționale sunt situate în Bruxelles, Belgia și S.U.A., în Plano, Texas.
Lexus a luat naștere dintr-un proiect corporativ pentru a dezvolta un nou sedan premium, denumit cod F1, care a început în 1983 și a culminat cu lansarea Lexus LS în 1989. Ulterior, divizia a adăugat modelele sedan, coupé, convertible și SUV. Lexus nu a existat ca o marcă pe piața internă până în 2005 și toate vehiculele comercializate la nivel internațional ca Lexus între 1989 și 2005 au fost lansate în Japonia sub marca Toyota și cu un nume echivalent al modelului. În 2005, a debutat o versiune hibridă a crossover-ului RX, iar modelele hibride suplimentare s-au alăturat mai târziu gama diviziei. Lexus și-a lansat propria divizie de performanță în 2007, odată cu debutul sedanului IS F, urmat de supercarul LFA în 2009.
Autovehiculele Lexus sunt produse în mare parte în Japonia, iar centrele de producție sunt centrate în regiunile Chūbu și Kyūshū și în special la fabricile Toyaha Tahara, Aichi, Chūbu și Miyata, Fukuoka, Kyūshū. Asamblarea primului Lexus construit în afara țării, RX 330 produsă de Ontario, Canada, a început în 2003. În urma unei reorganizări corporative din 2001 până în 2005, Lexus a început să funcționeze în propriile centre de proiectare, inginerie și producție.
Începând cu anii 2000, Lexus a crescut vânzările în afara celei mai mari piețe din Statele Unite. Divizia a inaugurat dealeriile pe piața internă japoneză în 2005, devenind prima marcă japoneză de primă clasă care a lansat în țara sa de origine. Marca a fost introdusă în Asia de Sud-Est, America Latină, Europa și alte regiuni. Gama diviziei reflectă, de asemenea, diferențele regionale pentru configurațiile modelului și a sistemului de propulsie.